# Fermiac

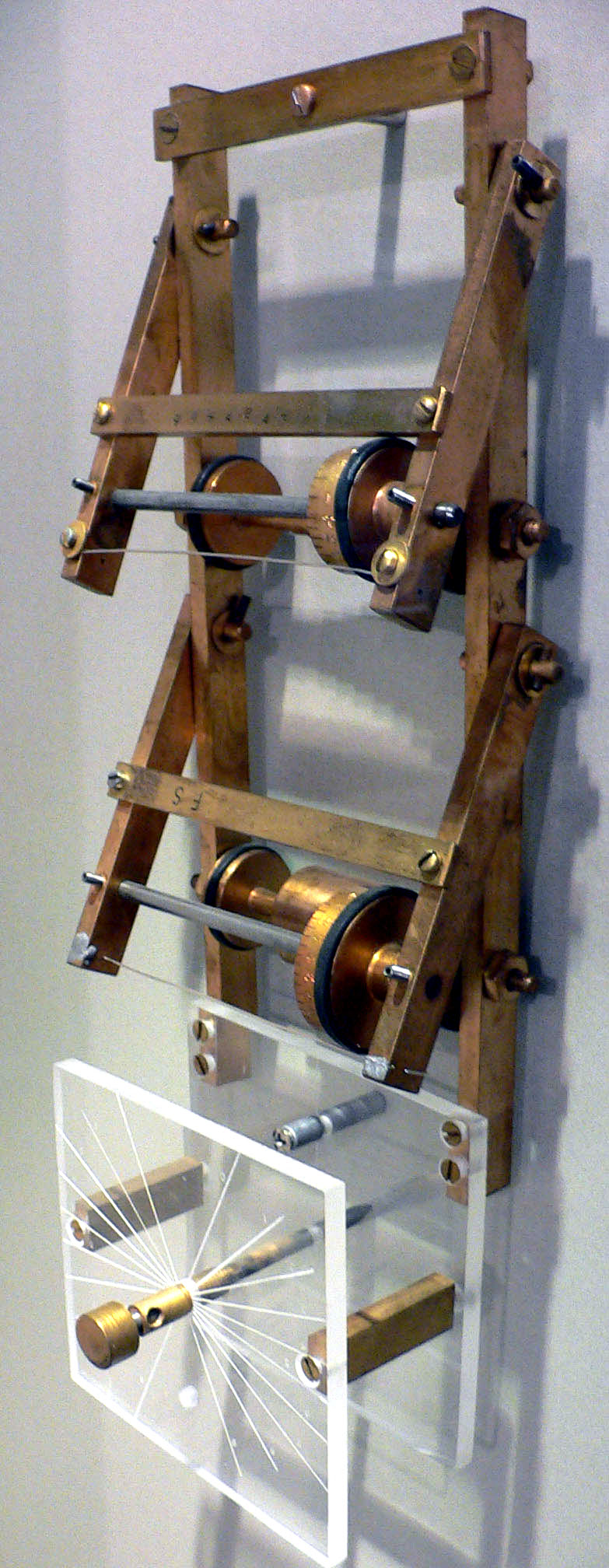
Le FERMIAC, ou Monte Carlo trolley

Le Monte-Carlo trolley, ou FERMIAC, est un ordinateur analogique inventé par le physicien Enrico Fermi pour l'aider dans ses recherches sur le transport de neutrons.

## Fonctionnement

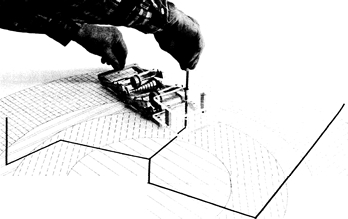
Utilisation du Fermiac

Le FERMIAC emploie la méthode de Monte-Carlo pour modéliser le transport de neutrons dans différents types de systèmes. À partir d'une distribution initiale de neutrons, le but du procédé est de développer un certain nombre de « généalogies de neutrons », ou modèles du comportement de neutrons individuels, incluant chaque collision, diffusion et fission. Quand une fusion se déroule, le nombre de neutrons émergents est prédit et le comportement de chacun de ces neutrons est finalement modélisé de même manière que le premier. À chaque étape des nombres pseudo-aléatoires sont utilisés pour prendre des décisions qui affectent le comportement de chaque neutron.
Le FERMIAC utilisait cette méthode pour créer une généalogie à deux dimensions des neutrons sur un diagramme à l’échelle d'un appareil nucléaire.
Une série de tambours sur l'appareil étaient réglés en fonction de la matière qui était traversée et un choix au hasard entre neutron lent et neutron rapide. Des nombres choisis au hasard déterminent également la direction et la distance de la prochaine collision. Une fois les réglages effectués, le caddie se déplaçait sur le diagramme, dessinant un chemin là où il était passé. À chaque fois qu'un changement de matière était indiqué sur le diagramme, les réglages du tambour étaient ajustés avant de continuer.

## Histoire

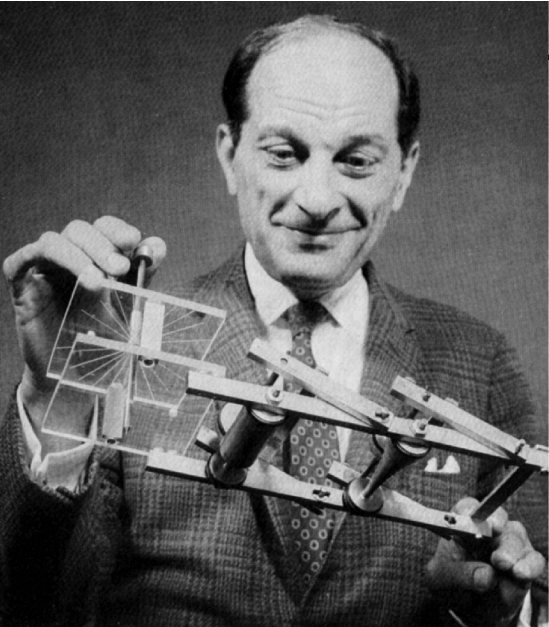
Stanisław Ulam tenant le FERMIAC

Au début des années 1930, le physicien italien Enrico Fermi dirigeait une équipe de jeunes scientifiques, nommés les Garçons de la rue Panisperna, dans leurs expériences en physique nucléaire. Pendant cette période, Fermi développa des techniques d'échantillonnages statistiques qui ont été utilisées pour prédire le résultat des expériences.
Des années plus tard, en 1946, Fermi participa aux premières vérification des résultats de l'ENIAC avec le mathématicien Stanislaw Ulam, qui était familier de l'utilisation des techniques d’échantillonnages statistiques similaire de celles précédemment développées par Fermi. Ce type de technique était peu utilisé à cause des calculs longs et répétitifs qui étaient requis. Cependant vu la puissance de calcul de l'ENIAC, Ulam vit une occasion de ressusciter ces techniques. Il discuta de cette idée avec John von Neumann, qui utilisa l'ENIAC pour implémenter la méthode de Monte-Carlo, nom par lequel les techniques d'échantillonnages statistiques viendront à être connues, pour résoudre un certain nombre de problèmes sur le transport de neutrons.
Cependant, avant que l'ENIAC put être employé dans ce but, il dut d’abord être déplacé dans sa résidence permanente au Ballistics Research Laboratory. C'est durant cette interruption que Fermi eut l'idée de son appareil analogique. Il recruta son collègue Percy King pour construire l'instrument, qui plus tard prit le nom de FERMIAC. Cet appareil fut utilisé pendant deux ans. Un seul exemplaire est connu.
Le Fermiac est visible au Bradbury Science Museum à Los Alamos.

## Source
- (en) Cet article est partiellement ou en totalité issu de l’article de Wikipédia en anglais intitulé « FERMIAC » (voir la liste des auteurs).